# Luis Alberto Sánchez Rodríguez
Luis Alberto Sánchez Rodríguez (Tijuana, Baja California, 6 de febrero de 1988) es un futbolista mexicano que se desempeña como mediocampista, se encuentra sin equipo. 
Inició en su ciudad natal Tijuana Baja California Sur, donde desde pequeño destacó en el fútbol rápido, estuvo en la selección de Baja California, donde fue visto e invitado por equipos como Chivas, Pachuca, Pumas, ya que el jugador puede jugar por izquierda,  así como también por derecha.
Opto por ir al Grupo Pachuca, donde estuvo en fuerzas básicas, iniciando por el equipo local de " Titanes " de tulancingo, después en " La Jaiba Brava" de Tampico Tamaulipas, regresando a la segunda del Pachuca, donde El ídolo, Hugo Sánchez lo debutó a Primer equipo.
Su trayectoria:
"TUZOS DEL PACHUCA "
"TECOS FC"
"TIBURONES ROJOS DEL VERACRUZ "
"VENADOS FC"
"CELAYA FC"
"LOS CABOS FC"

## Trayectoria
Hizo su debut en el Pachuca Club de Fútbol en un partido contra el Atlas.
inició en su ciudad natal Tijuana Baja California, donde desde pequeño destacó en el fútbol rápido, estuvo en la selección de Baja California norte, donde fue visto e invitado por equipos como Chivas, Pachuca, Pumas, ya que el jugador puede jugar por izquierda, así como también por derecha. Opto por ir al Grupo Pachuca, donde estuvo en fuerzas básicas, iniciando por el equipo local de " Titanes " de tulancingo, después en " La Jaiba Brava" de Tampico Tamaulipas, regresando a la segunda del Pachuca, donde El ídolo, Hugo Sánchez lo debutó a Primer equipo. Su trayectoria: "PACHUCA CLUB DE FÚTBOL " "TECOS FC" "TIBURONES ROJOS DEL VERACRUZ " "VENADOS FC" "CELAYA FC" "LOS CABOS FC"

## Clubes
| Club            | País   | Año         |
| --------------- | ------ | ----------- |
| Pachuca         | México | 2010 - 2012 |
| Tecos de la UAG | México | 2013        |
| Veracruz        | México | 2013 - 2015 |
| Venados FC      | México | 2016 - 2018 |
| Celaya FC       | México | 2018        |
| Venados FC      | México | 2019 - 2020 |
| Los Cabos Fc    | México | 2020 - 2021 |

## Palmarés

### Campeonatos nacionales
| Título                    | Club            | País   | Año  |
| ------------------------- | --------------- | ------ | ---- |
| Copa México Clausura 2016 | Tiburones Rojos | México | 2016 |